# Coro (mitología)
Coro, Coros o Koros (del griego Κόρος, Kóros), es el nombre de varios personajes de la mitología griega:
1. La personificación o daimon de la saciedad, el ansia, el hartazgo, el hastío, el empalago, la insolencia o el desdén. Píndaro dice que Temis y sus hijas Eunomía, Dika y Eirene «alejar quieren ellas a la Soberbia (Ὕβρις, Hýbris), madre del Hartazgo (Κόρος), la de voz insolente».[1] Heródoto también está de acuerdo con el autor anterior pero personifica al Hartazgo en figura de Jerjes. Según el Oráculo de Delfos, Coro, que ansiaba devorarlo todo, estaba condenado a ser vencido por Dice (la Justicia).[2][3]
2. Uno de los anemoi, que personificaba el viento del noroeste.[4][5]
3. Uno de los muchos perros de Acteón que acabaron devorando a su dueño cuando fue transformado en ciervo por Artemisa.[6][7]